# Personal Jesus
Personal Jesus (englisch für „Persönlicher Jesus“) ist ein Lied der britischen Band Depeche Mode. Der Rocksong erschien im August 1989 und war die erste Singleauskopplung aus dem Studioalbum Violator.

## Entstehung und Veröffentlichung
Das Lied wurde von Depeche-Mode-Mitglied Martin Gore geschrieben. Zusammen mit den anderen Bandmitgliedern Andrew Fletcher, Dave Gahan und Alan Wilder sowie mit Mark Ellis (Flood) zeichnete er auch für die Produktion verantwortlich.
Die Erstveröffentlichung von Personal Jesus erfolgte am 28. August 1989 als Single bei Mute Records. Sie erschien mit der B-Seite Dangerous unter der Katalognummer INT 111.873. Im selben Jahr erschien eine CD-Maxi-Single mit einem Remix zu beiden Songs und einer Akustikversion von Personal Jesus als B-Seite (Katalognummer Bong CD 246017).
2011 wurde das Stück im Stargate Mix nochmals als Personal Jesus 2011 neu aufgelegt. Diese Version erschien am 27. Mai als CD- und Download-Single unter der Katalognummer 0272082 sowie am 3. Juni als Teil der Remix-Kompilation Remixes 2: 81–11 (Katalognummer 0966362).

## Inhalt und Stil
Personal Jesus ist zwar im bandtypischen synthesizerlastigen Stil gehalten, allerdings steht die Gitarre ungewöhnlich stark im Vordergrund. Das Stück fällt durch seine monotone, einem kurzen und harten rhythmischen Motiv folgende Melodie auf. Inhaltlich geht es darum, dass jemand der ganz persönliche Jesus als Gott, Erlöser oder Retter eines anderen zu sein verspricht.

## Rezeption
2004 wurde das Stück vom Rolling Stone auf Platz 368 der „500 besten Songs aller Zeiten“ gesetzt. Im September 2006 wählte es die Zeitschrift Q unter die 100 besten Songs aller Zeiten. Das Lied wurde von zahlreichen Bands und Sängern gecovert; die bekanntesten Versionen stammen von Johnny Cash und Marilyn Manson.

## Kommerzieller Erfolg

### Chartplatzierungen
Personal Jesus avancierte zum Top-10-Erfolg in Deutschland und der Schweiz (je Rang 5). Darüber hinaus erreichte es Chartplatzierungen im Vereinigten Königreich (Rang 13), Neuseeland (Rang 14), Dänemark (Rang 15), Schweden (Rang 17), Frankreich (Rang 27) oder auch den Vereinigten Staaten (Rang 28).
| ChartsChartplatzierungen       | Höchstplatzierung | Wochen |
| ------------------------------ | ----------------- | ------ |
| Deutschland (GfK)              | 5 (27 Wo.)        | 27     |
| Schweiz (IFPI)                 | 5 (15 Wo.)        | 15     |
| Vereinigte Staaten (Billboard) | 28 (20 Wo.)       | 20     |
| Vereinigtes Königreich (OCC)   | 13 (9 Wo.)        | 9      |

| ChartsChartplatzierungen | Höchstplatzierung | Wochen |
| ------------------------ | ----------------- | ------ |
| Österreich (Ö3)          | 73 (1 Wo.)        | 1      |
| Schweiz (IFPI)           | 73 (1 Wo.)        | 1      |

| ChartsJahrescharts (1989) | Platzierung |
| ------------------------- | ----------- |
| Deutschland (GfK)         | 76          |

### Auszeichnungen für Musikverkäufe
| Land/Region                  | Auszeichnungen für Musikverkäufe (Land/Region, Auszeichnung, Verkäufe) | Verkäufe  |
| ---------------------------- | ---------------------------------------------------------------------- | --------- |
| Dänemark (IFPI)              | Gold                                                                   | 45.000    |
| Deutschland (BVMI)           | Gold                                                                   | 300.000   |
| Italien (FIMI)               | Platin                                                                 | 30.000    |
| Neuseeland (RMNZ)            | Gold                                                                   | 15.000    |
| Portugal (AFP)               | Gold                                                                   | 5.000     |
| Spanien (Promusicae)         | Gold                                                                   | 30.000    |
| Vereinigte Staaten (RIAA)    | 2× Platin                                                              | 2.000.000 |
| Vereinigtes Königreich (BPI) | Gold                                                                   | 400.000   |
| Insgesamt                    | 6× Gold · 3× Platin ·                                                  | 2.825.000 |

Hauptartikel: Depeche Mode/Auszeichnungen für Musikverkäufe

## Coverversionen
Johnny Cash
Auf American IV: The Man Comes Around aus dem Jahr 2002, dem letzten zu Lebzeiten veröffentlichten Album des Country-Sängers Johnny Cash, das zum großen Teil aus Neuinterpretationen fremder und eigener Lieder besteht, gibt es auch eine Version von Personal Jesus. Cash, der sich auf diesem Album intensiv mit Liebe, Tod und Religion beschäftigt, singt den Song mit der gebrochenen Stimme eines alten Mannes, begleitet nur von seiner Gitarre, die die monotone Struktur von Depeche Mode aufgreift, und einem Klavier.
Gravity Kills
Die amerikanische Industrial-Rock-Band Gravity Kills coverte Personal Jesus auf ihrem 2002 veröffentlichten Album Superstarved. 2003 folgte die Single-Auskopplung.
Marilyn Manson
Marilyn Mansons Version, 2004 auf dem Best-of-Album Lest We Forget: The Best Of erschienen, interpretiert das Lied im Industrial-Rock-Stil. Wie schon Cash ließ auch Manson den Songtext praktisch unverändert. Die Single erreichte in England ebenfalls Platz 13 der Charts.
Weitere Versionen
Ebenfalls 2004 erschien eine Version der französischen Metal-Band No One Is Innocent auf ihrem gegen den amerikanischen Irakkrieg gerichteten Album revolution.com. Die Band legt Wert auf ein hohes Tempo, die Instrumentierung steht weniger stark im Vordergrund als bei Manson. Der französische Akzent des Sängers gibt der Version eine eigene Note. Weitere Coverversionen erschienen beispielsweise von Hilary Duff, Richard Cheese, Tori Amos und Nina Hagen.